# Niv Sultan
Niv Sultan (Gerusalemme, 16 settembre 1992) è un'attrice e modella israeliana.

## Biografia
Niv Sultan conosciuta per la serie televisiva Teheran nel ruolo di Tamar Rabinyan, è nata, cresciuta e ha studiato a Gerusalemme, nel quartiere di Kiryat Menachem. Ha frequentato la scuola elementare Tali a Bayit VeGan, e successivamente il liceo Mae Boyar di Gerusalemme. Ha prestato servizio nel genio militare israeliano. Nel 2015 ha iniziato a studiare presso The Actors Studio Yoram Levinstein.

## Filmografia

### Cinema
- Kimaat Mefursemet, regia di Marco Carmel (2017)
- Flawless, regia di Tal Granit, Sharon Maymon (2018)

### Televisione
- Summer Break Diaries – serie TV, episodi 2x01-2x50 (2013)
- Wild Horses – serie TV, episodio 1x01 (2016)
- La Familia – serie TV, episodi 1x01-1x02 (2015-2017)
- Temporarily Dead – serie TV, 9 episodi (2017)
- She Has It – serie TV, 12 episodi (2018)
- Eilat – serie TV, episodi 1x01-1x47 (2019)
- Teheran – serie TV (2020-in corso)
- That Dirty Black Bag – miniserie TV, 8 puntate (2022)

## Riconoscimenti
- Awards of the Israeli Television Academy
  - 2018 – Candidatura alla miglior attrice in una serie per ragazzi per Eilat[5]

## Doppiatrici italiane
Nelle versioni in italiano delle opere in cui ha recitato, Niv Sultan è stata doppiata da:
- Marta Filippi in Teheran
- Margherita De Risi in That Dirty Black Bag